# Марк (Липа)
Епископ Марк Липа (англ. Bishop Mark I. Lipa; 25 декабря 1919, Стамбул — 11 марта 1982, Бостон) — епископ Константинопольской православной церкви, правящий архиерей Албанской православной епархии в Америке с титулом «епископ Левкийский».

## Биография
Родился 25 декабря 1919 в Стамбуле в албанской семье.
Окончил лицей в Корче, а затем Патриаршую Богословскую школу на острове Халки.
Группа духовенства и мирян, которые узнали о его хороших вокальных данных, когда он сопровождал архиепископа Христофора (Киси) в начале 1930-х, поддержали его стремление приехать в Бостон, город с возможно наибольшей албанской православной общиной.
Стремясь получить контроль над албанской диаспорой, Патриарх Константинопольский Афинагор в 1949 году, создал Албанскую православную епархию в Америке, созданную для окормления албанцев, являвшихся прихоженами Константинопольского Патриархата. Патриарх Афинагор опирался на созданное в 1947 году частью американских албанцев грекофильское Общество святого Павла, которое обвиняло епископа Феофана (Ноли) в «коммунистическом настроении». Данная группа раньше хотела иметь своим епископом бежавшего из Албании в Грецию Пантелеимона (Котоко), но подавляющая часть духовенства относилась к нему негативно. Видимо, учитывая популярность епископа Феофана, Патриарх Афинагор не рискнул сместить его с поста епископа.
10 сентября 1950 года в Стамбуле был рукоположён в титулярного епископа Левкийского (хиротонию возглавил Патриарх Константинопольский Афиногор). Епископ Феофан, со своей стороны, 8 октября выступил с резким заявлением против подобных действий Константинопольского Патриарха, и заклеймил их, как резко враждебный Албании акт.
Епископ Марк прибыл в США в декабре 1950 года. Его признали своим епископом три из двенадцати приходов Албанский Православная Церковь Америки в стране.
За годы духовного руководства епархией, епископ Марк был ведущим еженедельной радиопрограммы («Voice of Orthodoxy») в Бостоне и опубликовал ежемесячное издание епархии («The True Light»). Епархиальный центр в Бостоне предоставил место для проведения религиозных, образовательных, социальных, культурных и благотворительных мероприятий при жизни епископа.
Участвовал как в межправославных, так и экуменических мероприятиях. В 1959 году была образована Постоянная конференция канонических православных епископов Америки, одним из учредителей которой стал епископ Марк. Он также был членом Совета церковных лидеров Новой Англии.
28 ноября 1981 года Вместе с римо-католическим архиепископом Бостона кардиналом Умберто Медейрошом подписал Декларацию о свободе вероисповедания с требованием к албанскому правительству разрешить отправление религиозных обрядов для христиан и мусульман.
Скончался 11 марта 1982 года в возрасте 62 лет.